# Polia afra
Polia afra är en fjärilsart som beskrevs av Ludwig Carl Friedrich Graeser 1888. Polia afra ingår i släktet Polia och familjen nattflyn. Inga underarter finns listade i Catalogue of Life.